# Adetus columbianus
Adetus columbianus är en skalbaggsart som beskrevs av Stefan von Breuning 1948. Adetus columbianus ingår i släktet Adetus och familjen långhorningar. Inga underarter finns listade i Catalogue of Life.